# Биклянское сельское поселение
Биклянское се́льское поселе́ние — муниципальное образование в Тукаевском районе Татарстана Российской Федерации.
Административный центр — село Биклянь.

## История
Статус и границы сельского поселения установлены Законом Республики Татарстан от 31 января 2005 года № 39-ЗРТ Законом Республики Татарстан от 31 января 2005 года № 42-ЗРТ «Об установлении границ территорий и статусе муниципального образования "Тукаевский муниципальный район" и муниципальных образований в его составе».

## Население
| 2010  | 2011  | 2012  | 2013  | 2014  | 2015  | 2016  |
| ----- | ----- | ----- | ----- | ----- | ----- | ----- |
| 1688  | ↗1691 | ↘1674 | ↗1687 | ↘1678 | ↗1704 | ↗1717 |
| 2017  | 2018  |       |       |       |       |       |
| ↗1730 | ↘1714 |       |       |       |       |       |

## Состав сельского поселения
| № | Населённый пункт | Тип населённого пункта       | Население |
| - | ---------------- | ---------------------------- | --------- |
| 1 | Бакчасарай       | деревня                      |           |
| 2 | Биклянь          | село, административный центр |           |
| 3 | Кзыл-Юл          | посёлок                      |           |
| 4 | Никошновка       | деревня                      |           |